# Letojanni

Ubicació de Letojanni dins de la província

Letojanni (sicilià Letujanni) és un municipi italià, dins de la ciutat metropolitana de Messina. L'any 2007 tenia 2.686 habitants. Limita amb els municipis de Castelmola, Forza d'Agrò, Gallodoro, Mongiuffi Melia i Taormina.

## Administració
| Període | Identitat      | Partit        |
| ------- | -------------- | ------------- |
| 2007-   | Giovanni Mauro | Llista cívica |